# バルシヨネット
バルシヨネット （Barcillonnette）は、フランス、プロヴァンス＝アルプ＝コート・ダジュール地域圏、オート＝アルプ県のコミューン。

## 地理

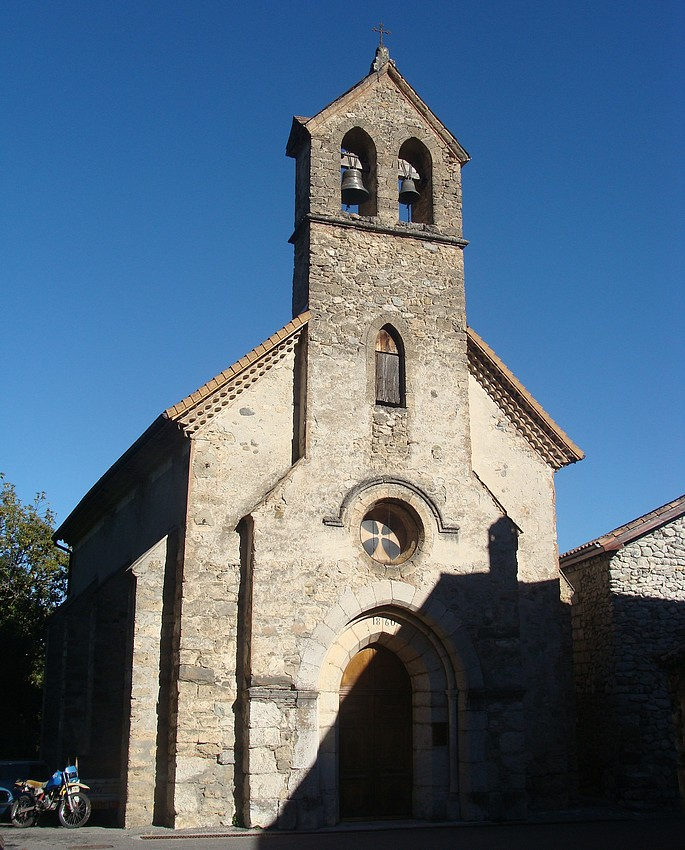
教会

ヴェイヌから20km、ギャップから25km離れている。
コミューンを、県道20号線（プラン・ド・ヴィトロルからヴェイヌへ）と県道420号線（バルシヨネット中心部からヴェイヌへ）が横切っている。

## 由来
村は1339年に記された憲章の中でBarceloniaとして初めて言及されている。地名はバルセロナの指小辞である。

## 歴史
フランス革命時代、コミューンはバスザルプ県（現アルプ＝ド＝オート＝プロヴァンス県）の一部だった。村は1791年にミゾン小郡が改編され小郡所在地となった。バルシヨネット小郡はエスパロン、ヴィトロル、バルシヨネットの3つのコミューンで構成されていた。フランス革命暦2年に国民公会のデクレに従い、コミューンは名称をヴァルシヴィック（Valcivique）と変えた。
1810年1月、バルシヨネット小郡はオート＝アルプ県に併合された。
2014年、小郡の再編が行われ、バルシヨネット小郡はタラール小郡と統合された。

## 人口統計
| 1962年 | 1968年 | 1975年 | 1982年 | 1990年 | 1999年 | 2007年 | 2013年 |
| ------ | ------ | ------ | ------ | ------ | ------ | ------ | ------ |
| 101    | 88     | 88     | 83     | 102    | 104    | 125    | 156    |

参照元:1962年から1999年までは複数コミューンに住所登録をする者の重複分を除いたもの。それ以降は当該コミューンの人口統計によるもの。1999年までEHESS/Cassini、2006年以降INSEE。